# Nephtys californiensis
Nephtys californiensis är en ringmaskart som beskrevs av Hartman 1938. Nephtys californiensis ingår i släktet Nephtys och familjen Nephtyidae. Inga underarter finns listade i Catalogue of Life.